# NGC 6693
NGC 6693 est une entrée du New General Catalogue qui concerne un corps céleste perdu ou inexistant dans la constellation de la Lyre. Cet objet a été enregistré par l'astronome allemand Albert Marth le 3 aout 1884.